# Campionat britànic de motocròs 1954
La temporada de 1954 del Campionat britànic de motocròs, anomenat a l'època ACU Scramble Drivers' Star, fou la 4a edició d'aquest campionat, organitzat per l'ACU.

## Classificació final

### 500cc
| Posició | Pilot          | Motocicleta | Punts |
| ------- | -------------- | ----------- | ----- |
| 1       | Geoff Ward     | AJS         | 39    |
| 2       | Phil Nex       | BSA         | 24    |
| 3       | David Tye      | BSA         | 20    |
| 4       | Jeff Smith     | BSA         | 20    |
| 5       | Terry Cheshire | BSA         | 17    |
| 6       | Dave Bickerton | BSA         | 12    |
| 7       | John Draper    | BSA         | 12    |
| 8       | John Avery     | BSA         |       |
| 9       | Dave Curtis    | Matchless   |       |
| 10      | Les Sheehan    | AJS         |       |